# Metaalbinding
Metaalbinding is een vorm van binding tussen atomen (eigenlijk ionen) van zwak elektronegatieve (=elektropositieve) elementen, dat zijn chemische elementen waarvan de atomen makkelijk elektronen afstaan/delen. Deze groep elementen, aan de linkerkant van het periodiek systeem gelegen, noemt men de metalen. De metaalionen in een metaalrooster delen onderling de elektronen die uit hun buitenste schil afkomstig zijn. Door het eerdergenoemde relatief elektropositieve karakter van metalen, is de aantrekking tussen de atoomkernen, die het metaalrooster vormen, en hun buitenste elektronen, gering. 
Het gevolg is dat de buitenste elektronen zich tamelijk vrij bewegen kunnen tussen de atomen. Eén voorstelling van metaalbinding is dat het metaal een rooster vormt van positieve metaalionen met daartussen vrije, beweeglijke elektronen. Tussen deze tegengesteld geladen ionen en elektronen heersen sterke elektrische aantrekkingskrachten die het geheel stevig aan elkaar houden. Later onderzoek heeft laten zien dat dit eenvoudige beeld eigenlijk alleen opgaat voor een metaal als cesium. Helemaal 'vrij' worden de elektronen namelijk zelden. Een metaal als cesium benadert dat ideaal nog het meest. In andere metalen blijven de elektronen nog wel de potentiaal van de atomen voelen. 
Metaalbinding is een intramoleculaire noch een intermoleculaire kracht. In het metaalrooster zijn namelijk geen moleculen te onderkennen. In feite zou men het gehele kristal als één groot molecuul kunnen beschouwen waarover de bindingselektronen in alle richtingen zodanig gedelocaliseerd zijn dat het niet meer duidelijk is bij welke atomen ze behoren. Delocalisatie is vooral bekend van benzeen, maar geldt ook voor grotere aromatische systemen zoals naftaleen, anthraceen enz. Wanneer we het aantal belendende benzeenringen uitbreiden tot in het oneindige krijgen we grafiet, waar de delocalisatie over een geheel tweedimensionaal vlak verspreid is. Men kan zich een metaal als een driedimensionale versie hiervan voorstellen. Metaalbinding is dus een vorm van sterk gedelocaliseerde covalente binding, zij het in combinatie met elektronendeficiëntie: er zijn vaak veel meer elektronenorbitalen beschikbaar dan er elektronen zijn.
Het sterkst gedelocaliseerd zijn elektronen als zij van huis uit s- of p- elektronen zijn. Voor d- en vooral voor f-elektronen, zoals in de lanthaniden is de delocalisatie heel wat minder sterk en dit verklaart waarom soms deze elektronen zich nog steeds als een ongepaard elektron kunnen gedragen en tot magnetische eigenschappen aanleiding geven.
De sterkte van een metaalbinding wordt bepaald door (zie bindingssterkte):
- het aantal vrije elektronen
- de straal van de metaalionen

## Eigenschappen

### Geleiding

Schematische voorstelling van de metaalbinding van zink

Metalen en metaallegeringen zijn goede geleiders van stroom door de losse binding van de elektronen. Zij zijn vaak ook goede warmtegeleiders, hoewel dat maar gedeeltelijk door de geleidingselektronen komt. Een niet-metaal als diamant is bijvoorbeeld een slechte stroomgeleider, maar een goede warmtegeleider.

### Kneedbaarheid
Zuivere metalen zijn tevens goed kneedbaar en bewerkbaar, dit door het type binding. Legeringen zijn vaak een stuk harder. Dit is de reden dat men voor juwelen liever werkt met legeringen van goud dan met zuiver goud.

### Geen richtingsvoorkeur
Metalen hebben meestal hoge kookpunten, sommige zoals wolfraam (5828K) zelfs bijzonder hoog, ook dit hangt samen met de sterke metaalbinding. Door de combinatie van grootschalige delocalisatie en een groot tekort aan elektronen is metaalbinding in tegenstelling tot covalente binding niet erg gericht. Er is geen uitgesproken voorkeur voor bepaalde bindingshoeken bijvoorbeeld. Ook in vloeibare vorm, waarin die hoeken sterk kunnen variëren, kan de metaalbinding nog erg groot zijn. Gallium bijvoorbeeld smelt net boven kamertemparatuur maar het kookpunt is vergelijkbaar met dat van koper. Gesmolten gallium is dus een erg niet-vluchtige vloeistof. 
Een interessante uitzondering hierop vormen de metalen van de zinkgroep: Zn, Cd en Hg. Hun elektronconfiguratie eindigt in ns2. De afstand in energie tot de lege np schil wordt steeds groter naar beneden toe in de kolom van het periodiek systeem en daarom begint de configuratie steeds meer op die van helium te lijken en is de metaalbinding niet zo sterk. De elementen van deze groep zijn daarom verrassend vluchtig.

### Oplosbaarheid
Metalen zijn niet oplosbaar in water of organische oplosmiddelen, tenzij via chemische reacties. Zij zijn vaak wel in elkaar oplosbaar. Goud bijvoorbeeld lost zelfs bij kamertemperatuur al gemakkelijk op in vloeibaar kwik. Er ontstaat een vaste oplossing waarbij de atomen van het opgeloste metaal (goud) zich schikken in het atoomrooster van het oplossend metaal (kwik). Als metalen dezelfde roosterstructuur hebben kunnen ze zelfs in alle verhoudingen in elkaar oplosbaar zijn, zoals goud en zilver in elektrum. Vaak ook ontstaan er na menging materialen met een andere roosterstructuur, die men als metaal-verbindingen zou kunnen betitelen (voorbeelden?) waarbij de stoichiometrische verhoudingen echter niet in natuurlijke getallen kunnen worden uitgedrukt. Doordat metalen namelijk niet moleculair zijn maar bestaan uit atomen binnen een ionrooster, gaat het principe van Dalton (van de vaste verhoudingen) voor deze stoffen niet op. Hierdoor verliest het begrip zuivere stof goeddeels zijn nut en spreekt men beter van fasen.

## Modellen omtrent de metaalbinding
- Elektronenzee-model. In het elektronenzee-model wordt het metaal beschouwd als een 3d-rangschikking van metaalkationen ondergedompeld in een zee van vrije gedelokaliseerde valentie-elektronen die vrij bewegen door het materiaal. Het geheel wordt samengehouden door de elektrostatische aantrekkingskracht.
- Molecuulorbitaaltheorie of bandmodel voor metalen.